# Bactrocera hyalina
Bactrocera hyalina är en tvåvingeart som först beskrevs av Tokuichi Shiraki 1933.  Bactrocera hyalina ingår i släktet Bactrocera och familjen borrflugor. Inga underarter finns listade.